# Distretto di Rudraprayag
Il distretto di Rudraprayag è un distretto dell'Uttarakhand, in India, di 227 461 abitanti. È situato nella divisione di Garhwal e il suo capoluogo è Rudraprayag.